# Bedros Filippowitsch Kirkorow

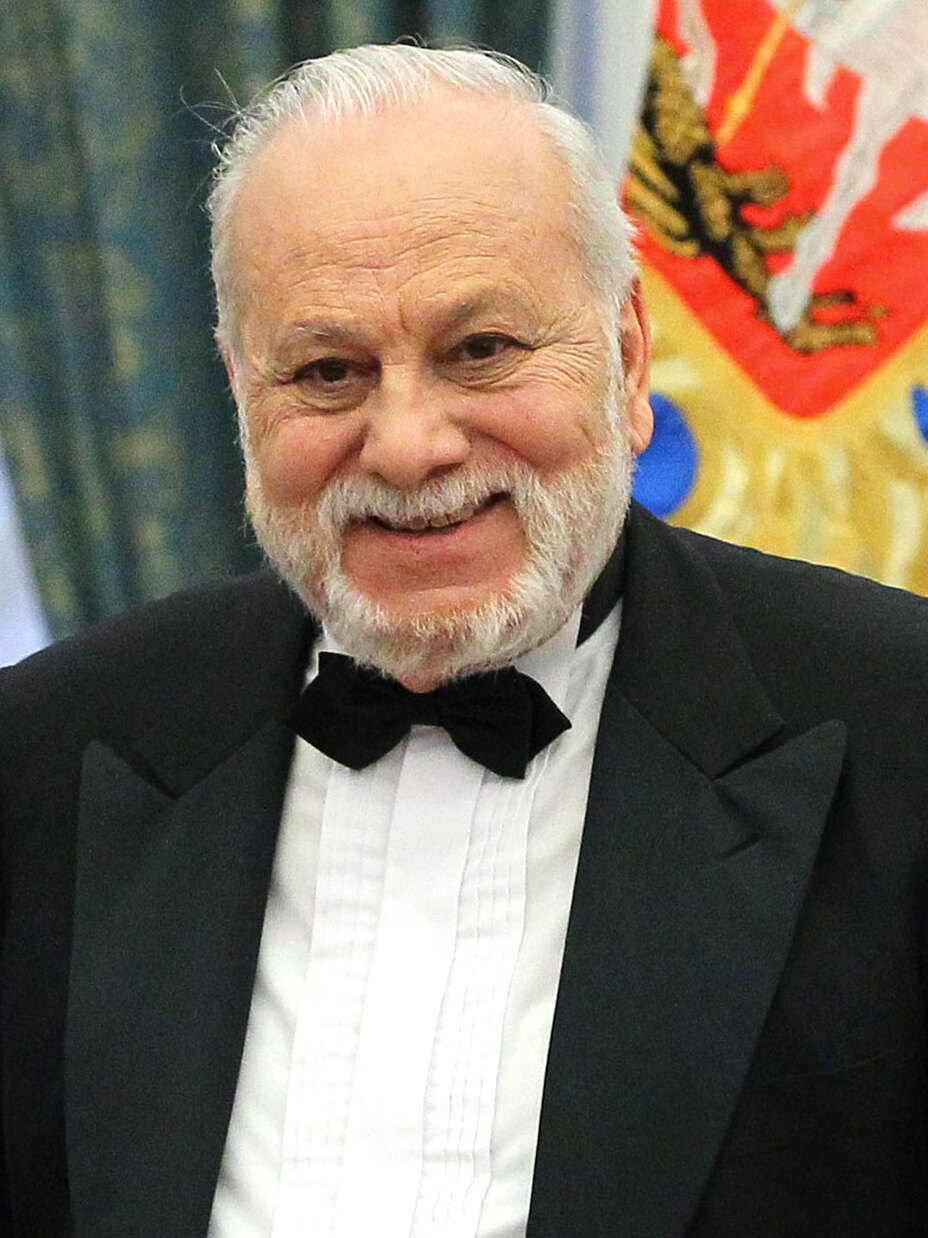
Bedros Filippowitsch Kirkorow (2013)

Bedros Kirkorov mit Wladimir Putin (2013)

Bedros Filippowitsch Kirkorow (russisch Бедрос Филиппович Киркоров, wiss. Transliteration Bedros Filippovič Kirkorov; bulgarisch Бедрос Филипов Киркоров, wiss. Transliteration Bedros Filipov Kirkorov; * 2. Juni 1932 in Warna, Bulgarien; † 18. März 2025) war ein armenischstämmiger bulgarisch-sowjetischer Pop- und Jazz-Sänger. 

## Leben
Kirkorov begann seine Karriere, als er im Alter von nur 18 Jahren als Praktikant an der Staatsoper von Varna aufgenommen wurde. Nach seiner Übersiedlung in die Sowjetunion schloss er 1966 sein Studium an der renommierten Russische Akademie für Theaterkunst (GITIS) ab und spezialisierte sich auf Musikkomödie. Zu seinen künstlerischen Beiträgen gehört eine Rolle als Solist der Regionalen Philharmonie Nowgorod, wo er das Publikum mit Aufführungen des Orchesters mit russischen Volksinstrumenten begeisterte.
Im Jahr 2012 wurde ihm der Ehrentitel Volkskünstler Russlands verliehen.
Er war der Vater des Sängers und Schauspielers Filipp Bedrossowitsch Kirkorow, der ebenfalls "Volkskünstler Russlands" ist.

## Diskografie (Auszug)

### Alben
- 1975: Поет Бедрос Киркоров (Pojet Bedros Kirkorow, deutsch ‚Bedros Kirkorow singt‘; Melodija)

### EPs
- 1964: Вечерняя Песня О Варне (Wetschernjaja Pesnja O Warne, deutsch ‚Abendlied über Warna‘; Melodija)
- 1971: Доброй Ночи (Dobroi Notschi, deutsch ‚Gute Nacht‘; Melodija – gemeinsam mit dem Pop-Sinfonieorchester des Allunionsradios und des zentralen Fernsehens)
- 1973: Бескрайность (Beskrainost, deutsch ‚Unbegrenztheit‘; Melodija)

### Singles
- 1964: Для Нас С Тобой (Dlja Nas S Toboi, deutsch ‚Für dich und mich‘; Melodija)
- 1964: Посмотри Какая Луна (Posmotri Kakaja Luna, deutsch ‚Sieh den Mond an‘; Melodija)
- 1967: Песня солдата (Pesnja soldata, deutsch ‚Das Lied eines Soldaten‘; Melodija)
- 1967: Гренада моя (Grenada moja, deutsch ‚Grenada gehört mir‘; Melodija)